# 小行星9006
小行星9006（英語：9006 Voytkevych）是一颗围绕太阳公转的小行星。1982年10月21日，柳德米拉·卡拉季奇在纳昂切尼奇发现了此天体。
这颗小行星的绝对星等为308.6668331670629等。